# Zoda's Revenge: StarTropics II
Zoda's Revenge: StarTropics II è un videogioco pubblicato per Nintendo Entertainment System nel 1994 solo in Nord America. È il sequel di StarTropics. Si tratta del penultimo gioco sviluppato da Nintendo ad essere pubblicato su NES (l'ultimo fu Wario's Woods), e l'ultimo ad essere distribuito esclusivamente su questa piattaforma (Wario's Woods uscì anche per SNES). È stato rimesso in vendita sul Virtual Console americano il 29 dicembre 2008, e in quello europeo il 10 luglio 2009.

## Trama
Mike Jones riceve un messaggio telepatico da Mica, principessa degli Argoniani che aveva salvato nel precedente capitolo, nel quale gli spiega come decifrare il messaggio che lui e il Dr. Jones avevano rinvenuto sul fianco della capsula di salvataggio Argoniana. La lettura dello stesso però trasferisce Mike nel passato, precisamente all'età della pietra. Dopo aver aiutato un gruppo di cavernicoli contro un cinghiale carnivoro, trova un oggetto che Mica identifica come una Tetrade ("Blocco" nella versione Virtual Console). Mike deve quindi viaggiare attraverso numerose epoche, e recuperare tutte le Tetradi.
Durante uno di questi salti temporali, in cui aiuta Sherlock Holmes ad impedire una rapina al museo, scopre che Zoda, antagonista del precedente capitolo, è vivo in quella linea temporale, e sta cercando le Tetradi. Mike lo sconfigge di nuovo, ma Sherlock, dal modo dell'alieno di riferirsi a se stesso come “Zoda-X”, deduce che esistano almeno altri due Zoda in questa linea temporale. La deduzione si rivela esatta, infatti Mike affronta Zoda-Y in Transilvania. Recuperata l'ultima Tetrade, Mica informa Mike the Zoda-Z ha raggiunto la loro linea temporale e sta mettendo sotto attacco C-Island. Riuscito a tornare nel presente, Mike affronta Zoda-Z e dopo averlo sconfitto riuscisce tutte le Tetradi, che rivelano Hirocon, re degli Argoniani e padre di Mica. Egli conduce gli Argoniani al loro pianeta natale, per ricostruire la loro civiltà.

## Modalità di gioco
Zoda's Revenge conserva buona parte del gameplay del prequel, con alcune differenze. Prima fra tutte le ambientazioni, molto più varie delle sole isole tropicali del precedente capitolo: le zone visitate variano in base all'epoca, tra cui vi sono l'età dei cavernicoli, antico Egitto, il Far West, l'Europa medioevale e l'antica Inghilterra.
Durante il gioco Mike si imbatte in numerosi importanti personaggi del passato o di fantasia: tra questi vi sono Cleopatra, Merlino, Sherlock Holmes, Leonardo da Vinci e Artù; quest'ultimo lo aiuterà a trovare le Tetradi (ironicamente rappresentate come blocchi di Tetris) e a sconfiggere i tre cloni di Zoda.
Il motore grafico utilizzato dal gioco è una versione leggermente modificata di quello del primo StarTropics, che aggiunge il movimento in otto direzioni e il cambio di direzione nel mezzo di un salto. Mike inoltre ha a disposizione più armi primarie, che gli verranno consegnate dai personaggi che incontrerà: tra queste vi sono l'Ascia di Tink, la Daga di Bronzo di Cleopatra, la Katana di Leonardo, oltre ad un attacco magico a distanza che gli verrà insegnato da Merlino, chiamato Psychic Shock Wave. Inoltre, alcuni nemici reagiranno diversamente in base all'arma usata contro di loro.

## Sviluppo
Prima che l'era del NES giungesse alla fine, Nintendo of America ideò un piano per vendere il maggior numero possibile di copie del gioco: una confezione contenente il NES-101 e i giochi Zoda's Revenge, Mega Man 6 e Wario's Woods, al prezzo di 49,99$, in modo da attirare maggiormente i consumatori.
Zoda's Revenge segnò anche il periodo di maggiore attività per Nintendo IRD, che in quel periodo stava sviluppando anche la versione SNES di Super Punch-Out!!.